# Onthophagus grossepunctatus
Onthophagus grossepunctatus é uma espécie de insetos coleópteros polífagos pertencente à família Scarabaeidae.
A autoridade científica da espécie é Reitter, tendo sido descrita no ano de 1905.
Trata-se de uma espécie presente no território português.